# 9. Armee (Russisches Kaiserreich)
Die 9. Armee des Russischen Kaiserreichs war eine Armee, die während des Ersten Weltkrieges eingesetzt wurde. Die Armee wurde im Juli 1914 nach dem Eintritt Russlands in den Ersten Weltkrieg gegründet und 1918 aufgelöst.

## Geschichte

### 1914
Zu Kriegsbeginn unterstand die 9. Armee noch der Nordwestfront, ihr oblag die defensive Deckung des südlichen Polen, die unterstellten Truppen waren im Raum zwischen Iwangorod und Sandomierz an der Weichsellinie konzentriert. Die Armee stand der österreichisch-ungarischen Armeegruppe Kummer von Falkenfeld gegenüber und deckte vom westlichen Weichselufer das Vorgehen der russischen 4. Armee aus dem Raum Lublin nach Süden. Die 9. Armee verfügte anfangs über 8 Infanterie- und 4 Kavalleriedivisionen:
- XVIII. Korps mit 23. und 37. Division
- Gardekorps (Ende August zur 4. Armee überstellt) mit 1. und 2. Garde-Division
- Reservegruppe Delsalle mit 73., 75., 77. und 80. Reserve-Division
- Kavalleriekorps Nowikow mit 13. und 14. Kavalleriedivision
- 5. und 8. Kavallerie-Division

Während der Schlacht an der Weichsel schlug die derweil verstärkte 9. Armee alle Angriffe der k.u.k. 1. Armee bei Opatów zurück und verfolgte den Gegner Ende Oktober 1914 bis ins nördliche Vorfeld der Festung Krakau.
Die 9. Armee war im Herbst 1914 an der Weichselfront neu gegliedert worden:
- XXV. Korps (Gen. der Inf. Ragosa) -  3. Grenadier- und 46. Inf.-Division
- XIV. Korps (Gen. der Inf. Woyshin-Murdas-Schilinski) -  18. und 45. Division, sowie der 2. Schützenbrigade
- Gardekorps unter General Wladimir Besobrasow mit 1. und 2. Garde-Division
- XVIII. Korps (Gen. der Kav. Nikolai Krusenstern) -  23. und 37. Division
- 13. Kavallerie-Division, Leibgarde Ulanen-Brigade, Ural Kosaken-Division

Ende Dezember 1914 etablierte sich die 9. Armee an der Linie Jedrzejow-Pintschow-Beicse nördlich der Weichsel im Stellungskampf gegenüber der k.u.k. 1. Armee.

### 1915
Ende Februar 1915 wurde das aus Südpolen herausgezogene AOK 9 neu formiert, der Südwestfront überstellt und mit 8½ Infanterie- und fünf Kavallerie-Divisionen an der Dnjestrfront eingeschoben. Sie übernahm die Deckung der linken Flanke der in der Winterschlacht in den Karpaten schwer bedrängten 8. Armee. General Letschizki sollte die laufende Gegenoffensive der österreichischen Armeegruppe Pflanzer-Baltin am Dnjestr stoppen und die Bukowina besetzen. Zu den unterstellten Großverbänden zählten jetzt:
- XI. Armeekorps unter General Wladimir Sacharow - 19. und 32. Division
- XXX. Armeekorps unter General Andrei Sajontschkowski - 71. und 74. Reserve-Division
- XXXII. Armeekorps unter General Iwan Fedotow - 101. und 105. Division
- XXXIII. Armeekorps unter General Sergei Dobrotin - 81. und 82. Reserve-Division
- 3. Kavalleriekorps unter General der Kavallerie Graf Theodor Keller 2. kaukasische-, 10.- und 12. Kavallerie-Division

Am 8. Mai 1915 begann die 9. Armee infolge des gegnerischen Frontdurchbruchs bei Gorlice eine Entlastungsoffensive zwischen dem Dnjestrbrückenkopf bei Zaleszczyki und dem Pruth bei Chotyn. Die Front der Gruppe Marschall wurde bei Sadagora durchbrochen und muss auf Horodenka zurückgehen, das k.u.k. Korps Czibulka brach bei Ottynia zusammen. Das gerade eroberte Zaleszczyki fiel wieder in russische Hand.
Das russische XXXIII. Korps brach bei Czernelica über den Dnjestr nach Süden durch und zwang die k.u.k. 7. Armee am 10. Mai zur Räumung von Stanislau und Kalusz. General Pflanzer-Baltin wurde an die Linie Czernowitz-Kolomea-Nadwórna zurückgedrängt.
Nach dem Großen Rückzug musste im August 1915 auch die 9. Armee etwa auf die Linie Trembowla und Zaleszczyki zurückgehen, wo man am westlichen Vorfeld des Sereth wieder zum Stellungskrieg überging.

### 1916
Am 4. Juni 1916 griff die neuformierte 9. Armee im Rahmen der Brussilow-Offensive den Abschnitt der k.u.k. 7. Armee an.
Die Österreicher konnte den Druck des russischen II. Korps bei Jaslowez nicht lange standhalten. Bis zum 9. Juni wurde die Front des k.u.k. XIII. Korps unter FML von Rhemen zwischen Mitnica-Porchowa aufgerissen. Der Anschluss zur Gruppe Hadfy bei Koscielniki am Dnjestr ging verloren. Die k.u.k. 15. Division wurde vollständig geschlagen, von 10.965 Mann Verlust waren über 8000 in russische Gefangenschaft geraten. Die Dnjestrlinie der im Zentrum der Armee Pflanzer stehenden Korpsgruppen Hadfy und Benigni wurden schließlich vom russischen XXXIII. und XXXXI. Korps überrannt. Nachdem auch die Front des k.u.k. Korps Hadfy am 6. Juni bei Zaleszczyki durchbrochen war, und das k.u.k. XI. Korps bis 9. Juni in der Schlacht bei Okna zusammengebrochen war, geriet die Front der k.u.k. 7. Armee am Dnjestr vollständig ins Wanken. Pflanzer-Baltin konnte nur noch den Rückzug seines XI. Korps auf die Linie Sniatyn-Horodenka anordnen, der in Flucht ausartete. Die k.u.k. 7. Armee löste sich fast vollständig auf, sie verlor während des 50 Kilometer tiefen Vormarsches der Russen rund 100.000 Mann. Der Rückzug erreichte bereits den Pruth, die nordöstliche Bukowina mit Czernowitz war am 18. Juni an das russische XII. Korps verloren gegangen. Horodenka fiel an das russische XXXIII. Korps, Kolomea ging bis zum 29. Juni verloren.
Im Süden der Bukowina wurden die Höhen bei Dorna Watra und die Kleinstädte Jakobeny, Cimpolung und Kirlibaba die Angriffsziele des russischen 3. Kavallerie-Korps. Dahinter folgten das russische XII. und XI. Korps vom Sereth nach und festigten die neu gebildete Front. Am 9. August griff das russische XI. Korps am oberen Pruth an und eroberte die Höhenstellung von Pirs Dora. Das russische XII. Korps drang fast ungehindert in den Raum östlich von Nadworna vor, zwischen Mariampol und Dubienko wurde das k.u.k. XIII. Korps zurückgedrängt. Südlich davon mussten sich die Österreicher auf die Linie Ottynia – Tysmjenica und hinter die Bystrzyca zurückziehen. Nach den folgenden Kämpfen ging am 10. August auch Stanislau verloren, die neue Frontlinie am oberen Sereth bildete sich zwischen Marjampol – Nadworna.

## Kommandeure
- Platon Alexejewitsch Letschizki (9. August 1914 – 18. April 1917)
- Georgi Wladimirowitsch Stupin (18. April 1917 – 11. August 1917)
- Wladimir Andrejewitsch Tscheremisow (11. August 1917 – 9. September 1917)
- Julian Julianowitsch Bjalosor (Ab 9. September 1917)
- Anatoli Kiprianowitsch Keltschewski (September – November 1917)